# Дитики Пилос-Несторас
Дитики Пилос-Несторас (грч. Δυτική Πύλος-Νέστορας) општина је у Грчкој. По подацима из 2011. године број становника у општини је био 21.077.

## Становништво
| 2011.  |
| ------ |
| 21,077 |